# Parastyrax macrophyllus
Parastyrax macrophyllus là một loài thực vật có hoa trong họ Bồ đề. Loài này được C.Y. Wu & K.M. Feng mô tả khoa học đầu tiên năm 1965.